# Apronia
Apronia († 24 n. Chr.) war eine aus dem Geschlecht der Apronier stammende römische Adlige, die in der 1. Hälfte des 1. Jahrhunderts n. Chr. lebte.
Apronia war eine Tochter des Suffektkonsuls von 8 n. Chr., Lucius Apronius, und die zweite Gattin des Prätors von 24 n. Chr., Marcus Plautius Silvanus. Im gleichen Jahr 24 fiel sie im Haus ihres Gatten aus einem Fenster und starb. Auf den Verdacht hin, dass sie von ihrem Gemahl – allerdings aus unbekannten Gründen – gewaltsam aus dem Fenster geworfen wurde, wandte sich ihr Vater anklagend an den Kaiser Tiberius. Silvanus rechtfertigte sich, dass er zum Zeitpunkt von Apronias Tod fest geschlafen habe und daher nichts wisse; seine Ehefrau müsse Selbstmord begangen haben. Doch Tiberius nahm eine persönliche Untersuchung des Falls vor und inspizierte das Zimmer, aus dessen Fenster Apronia gestürzt war. Er fand Spuren eines Kampfes und damit Anzeichen, die für die gegen Silvanus vorgebrachte Mordanklage sprachen. Diesen Sachverhalt berichtete er dem Senat. Urgulania sandte ihrem Enkel Silvanus einen Dolch, mit dem er sich töten sollte. Aufgrund von Urgulanias enger Freundschaft mit der Kaiserinmutter Livia kam dies einem Befehl des Kaisers selbst gleich. Nachdem der Versuch, sich mit dem Dolch umzubringen, fehlgeschlagen war, ließ sich Silvanus die Adern öffnen.